# Mérk
Mérk är en ort i Ungern.   Den ligger i provinsen Szabolcs-Szatmár-Bereg, i den östra delen av landet, 250 km öster om huvudstaden Budapest. Mérk ligger 117 meter över havet och antalet invånare är 2 335.
Terrängen runt Mérk är mycket platt. Runt Mérk är det ganska tätbefolkat, med 75 invånare per kvadratkilometer. Närmaste större samhälle är Mátészalka, 19,0 km norr om Mérk. Trakten runt Mérk består till största delen av jordbruksmark.